# Station Cirebon Prujakan
Station Cirebon Prujakan is een klein spoorwegstation in Cirebon in de Indonesische provincie West-Java. 

## Bestemmingen
- Brantas  naar Station Tanah Abang en Station Kediri
- Kertajaya  naar Station Pasar Senen en Station Surabaya Pasarturi
- Matarmaja  naar Station Pasar Senen en Station Malang
- Tawangjaya  naar Station Pasar Senen en Station Semarang Poncol
- Tegal Arum  naar Station Jakarta Kota en Station Tegal